# Stadspark (Košice)
Het stadspark in Košice (Slowaaks: Mestský park) is het grootste openbare park in het oude stadscentrum. Men ziet er een fontein, een vijver, veel plekken om te zitten en te ontspannen, een hondenweide, een muziekpaviljoen en - vlak bij het treinstation "Košice" - een majestueuze wettelijk beschermde witte abeel.

## Ligging
Het park grenst in het noorden aan de Rumanovastraat en in het oosten aan de Thurzovastraat. Aan de zuidoostelijke hoek wordt het omringd door het Stationsplein (Slowaaks: Staničné námestie), het treinstation en het busstation. Aan de zuidwestelijke hoek ligt een schilderachtig bruggetje, de zogenaamde "Liefdesbrug". Deze kruist een tak van de Śtefánikova in een sleuf, en komt uit aan het vlak bij gelegen "Jakab's Paleis". Aan de westelijke kant ligt een andere tak van de  Śtefánikova-straat.

## Geschiedenis

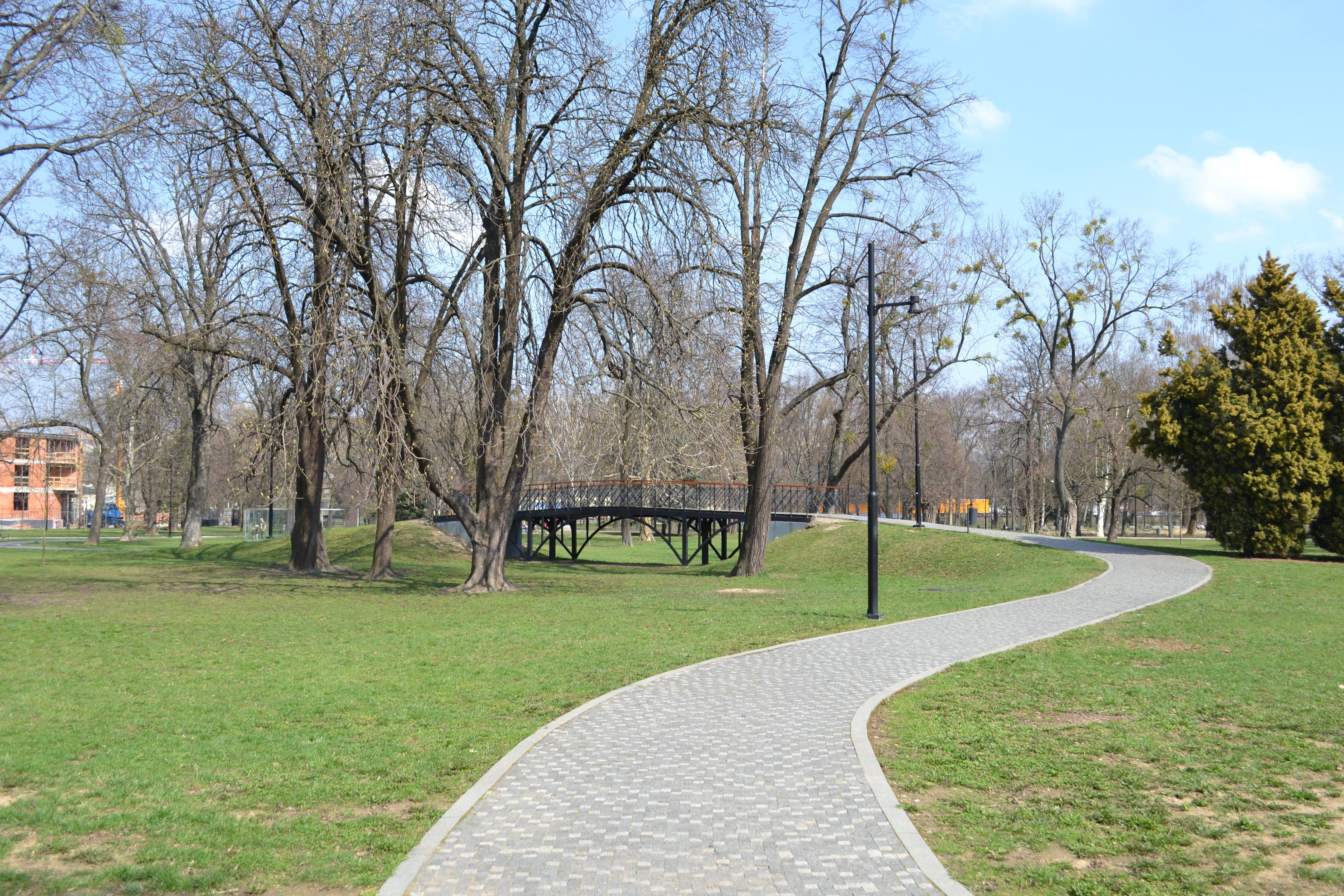
Stadspark in Košice.

De groene oase werd aangelegd tussen:
- het uitdijende spoorwegstation, en
- de voormalige bedding van de rivier Hornád. Deze waterloop werd mettertijd omgeleid buiten het stadscentrum. Op de plaats waar de rivier in het verleden lag, bevindt zich thans (parallel met de Śtefánikova-straat) een drukke weg met vier rijstroken.

Aan het einde van de 18e eeuw was in het park een bron van ijzerhoudend water. Deze bleef zowat 100 jaar, tot de afloop van de 19e eeuw, actief. Aan die bron was indertijd een kuuroord verbonden dat inmiddels verhuisd is naar de Houtmarkt (Slowaaks: Drevnom trhu).
Anno 1857 werd in opdracht van keizer Frans Jozef I en zijn gemalin Elizabeth een elegant paviljoen in Zwitserse stijl gebouwd. In 1909 werd daar een schaats- en tennispaviljoen in art-nouveaustijl ontwikkeld, volgens de plannen van bouwmeester Július Sandy uit Prešov.
Gedurende het interbellum was in de warande het restaurant Nádražná gevestigd evenals een toeristisch informatiekantoor.
In 1937, enkele jaren voor de Tweede Wereldoorlog, werd in de noordwestelijke hoek van het park een gemeentelijk openluchtzwembad gebouwd en 25 jaar later, in 1962, construeerde men op dezelfde plaats een overdekt zwembad naar de plannen van architect Ladislav Greč. Dit gebouw werd omstreeks het einde van de jaren 1970 buiten dienst gesteld.
Nog steeds in de jaren 1970 werd het terrein van het stadspark aan de zuidelijke kant lichtjes ingekrompen teneinde ruimte vrij te maken voor bijkomende verbindingswegen in de zone tussen het station en het stadscentrum. De belangrijkste weg die het treinstation met de stad verbindt was reeds in de jaren 1860 aangelegd.
In de tweede helft van de 20e eeuw werden monumenten onthuld voor:
- Ľudovít Kukorelli (1914-1944)
- Generaal Petrov

In het laatste decennium van de 19e eeuw werden een vijver en een kunstmatige beek gegraven en werd ook het muziekpaviljoen gerestaureerd, dat in 1885 opgetrokken was naar de plannen van stadsarchitect Július Poschl.
De ultieme opwaardering van het groengebied realiseerde men in 2013, in het kader van het project "Culturele hoofdstad van Europa". Deze werken hielden onder meer in: plaatsing van nieuwe lantaarns voor de openbare verlichting, de inrichting van een speeltuin, een kabelbaan, camera's, en dichterbij het zwembad: tuinhuisjes, fonteinen, bruggetjes enzovoort.
In de periode 2012 tot 2015 begon men met de wederopbouw van het voormalige overdekte zwembad dat in de jaren 1970 buiten gebruik werd gesteld. Na restauratie werd dat gebouw opnieuw in gebruik genomen en omgevormd tot "Kunsthal Košice". Zodoende ontstond een multifunctionele ruimte, bedoeld voor kunsttentoonstellingen en workshops.

## Afbeeldingen

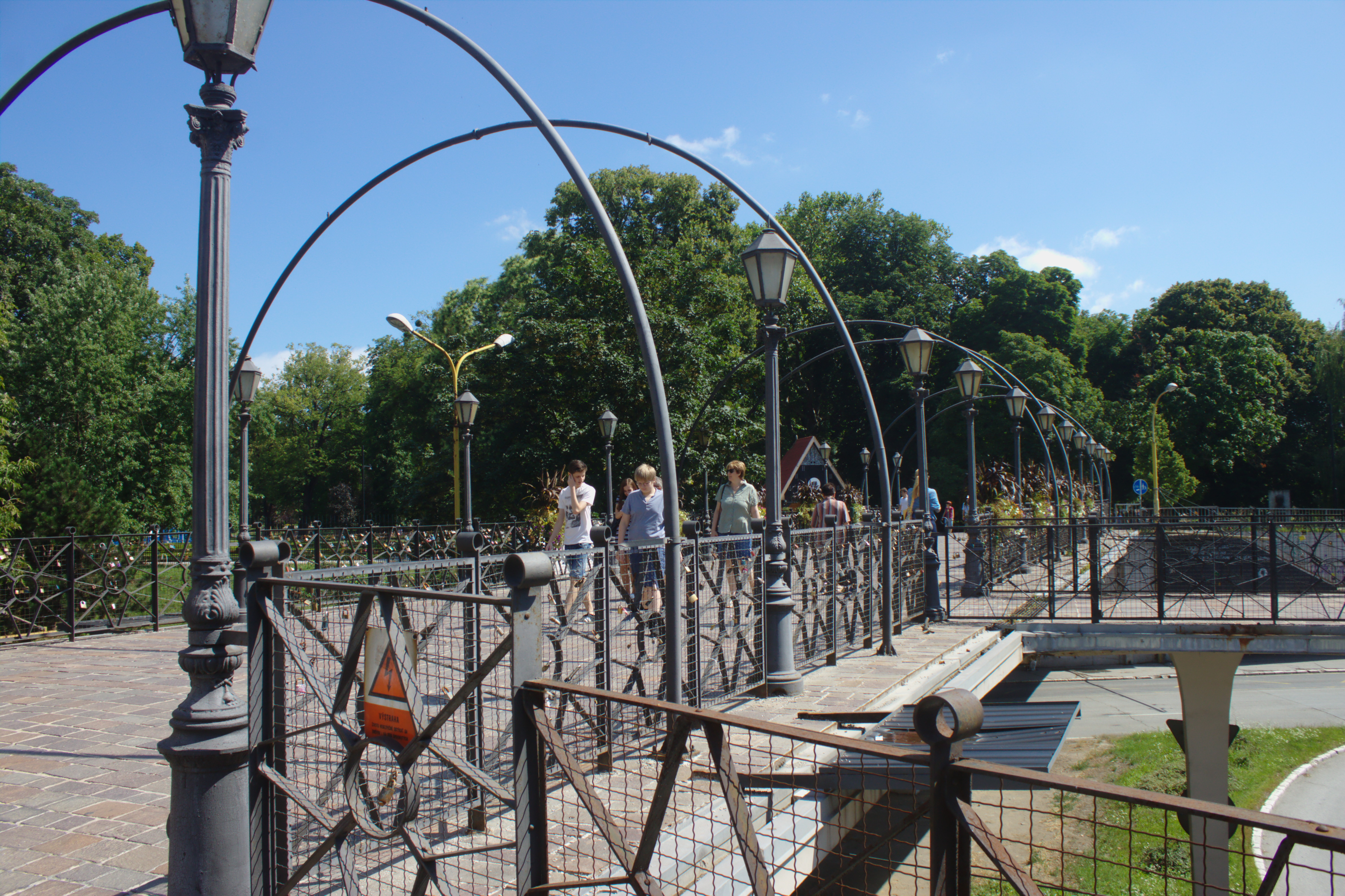
De zogenaamde "Liefdesbrug" ligt aan de zuidwestelijke kant van de park. Ze vormt een verbinding tussen het Stationsplein en het oude stadscentrum.
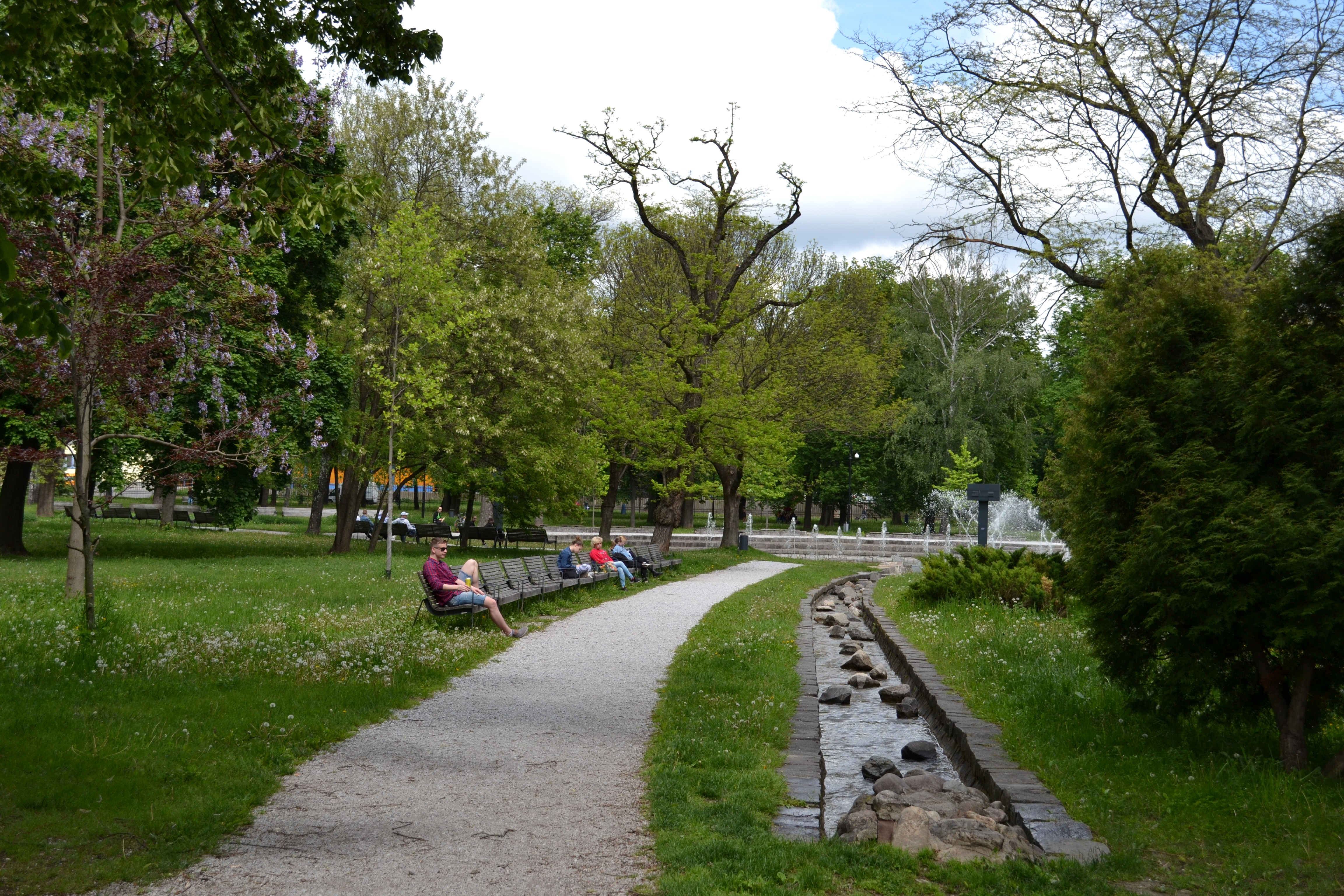
Wandelpad in het park.
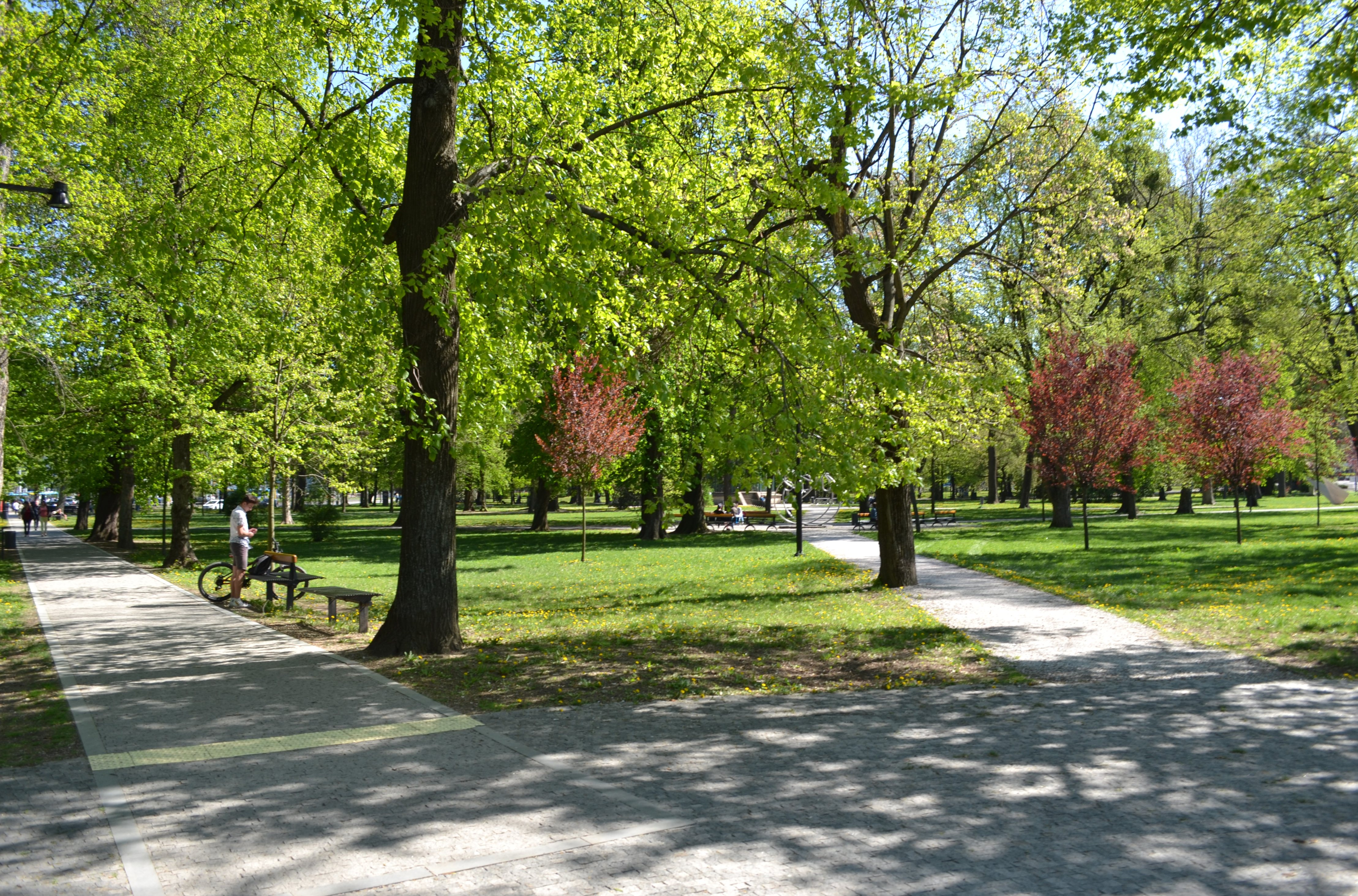
Wandelpad in het park.